# إذاعة الأخبار والموسيقى
إذاعة الأخبار والموسيقى إذاعة مصرية تبث من القاهرة على تردد91.4 FM
تتناول إذاعة الأخبار مجمل الاخبار المحلية والإقليمية والدولية لحظة بلحظة ومن برامجها المتميزة( بؤرة توتر - حصاد الاسبوع - بانوراما اليوم - أخبار الملاعب - مصريون - اسم وحدث - من هنا وهناك - اتجاهات إسرائيلية)